# Funkhouserella arborea
Funkhouserella arborea är en insektsart som beskrevs av William D. Funkhouser 1937. Funkhouserella arborea ingår i släktet Funkhouserella och familjen hornstritar. Inga underarter finns listade i Catalogue of Life.